# 砷钙铜矿
砷钙铜矿（英語：Conichalcite），CaCu(AsO4)(OH)，是一種分佈廣的砷酸鹽礦物，與砷铜铅矿（duftite）(PbCu(AsO4)(OH)）相關。
常見綠色外觀，結構呈葡萄狀，產於金屬礦床的氧化帶中。與褐鐵礦、孔雀石、砷酸明礬石（beudantite）、羟砷锌石（adamite）、銅羟砷锌石（cuproadamite）、橄欖石和菱鋅礦等伴生。

## 形成
砷钙铜矿形成於銅礦的氧化帶中。 在此氧化帶中，富含氧氣的地下水與硫化銅和氧化銅發生反應，生成一系列礦物質，例如孔雀石、藍銅礦和亞銅礦（linarite）。砷钙铜矿也經常鑲嵌在黃色至紅色的褐鐵礦岩石上。
砷钙铜矿也與礦物钒钙铜矿（calciovolborthite）形成固溶體系列。 當這兩種礦物形成固溶體系列時，互交換的元素是砷和釩，而形成富釩端元 。 砷钙铜矿的產地包括美國的猶他州，內華達州及亞利桑那州，墨西哥，智利， 英格蘭，西班牙和納米比亞也有產地。